# أبو بريص ذو أصابع القدم النحيلة اللبناني
أبو بريص ذو اصابع القدم النحيلة اللبناني (الاسم العلمي : Mediodactylus amictopholis) هو نوع من السحالي، وينتمي لعائلة وزغية. يتواجد في لبنان وسوريا وفلسطين. موائله الطبيعية هي المناطق الصخرية المرتفعة. مهدد هذا النوع من أبو بريص بفقدان الموائل التي يعيش بها.